# Quand le temps travaillait pour nous
Quand le temps travaillait pour nous est un roman de Paul Mousset publié en 1941 aux éditions Grasset et ayant reçu le prix Renaudot la même année.

## Résumé
Alors que la Drôle de guerre se déroule, le Grand État-Major de l'Armée française fait preuve d'impréparation et de frilosité face à la déferlante à venir des armées du IIIe Reich. Le délitement de la relation anglo-française est perceptible au moment de la débâcle de juin 1940 jusqu'à l'arrivée à Dunkerque des divisions des armées alliés rescapées de la Bataille de France, en cette première partie de la Deuxième Guerre mondiale. Le récit met en avant le peu d'empathie des Anglais vis-à-vis des militaires français, contraints à embarquer vers l'Angleterre, la plupart du temps pour servir encore, et qui furent mal considérés dans le camp anglais. Enfin, c'est le rapatriement vers la France vaincue (les Allemands sont à Rouen) de ces mêmes soldats, officiers et sous-officiers, hommes du rang via Cherbourg. Il s'ensuit l'errance vers le midi. Dans ces derniers jours d'une piteuse guerre qui humilia la France, l'Armistice du 22 juin 1940 va être signée à Rethondes, sur l'initiative et à la demande de Philippe Pétain.

## Éditions
- Quand le temps travaillait pour nous, éditions Grasset, 1941.